# ターディス (小惑星)
ターディス (3325 TARDIS) は小惑星帯に位置する小惑星。ローウェル天文台のブライアン・スキッフによって発見された。
イギリスBBCで放映されたテレビドラマシリーズ『ドクター・フー』に登場する次元超越時空移動装置、ターディス（TARDIS：Time And Relative Dimension In Space の略）から命名された。